# فلويد أوبراين
فلويد أوبراين (بالإنجليزية: Floyd O'Brien)‏ هو عازف جاز أمريكي، ولد في 7 مايو 1904 في شيكاغو في الولايات المتحدة، وتوفي بنفس المكان في 26 نوفمبر 1968.

## وصلات خارجية
- فلويد أوبراين على موقع ميوزك برينز (الإنجليزية)
- فلويد أوبراين على موقع أول ميوزيك (الإنجليزية)
- فلويد أوبراين على موقع ديسكوغز (الإنجليزية)